# Samnium
Samnium (latin, az oszk nyelvű Safinimból; görögül Saunitis.) a déli Appenninek egy régiója volt az ókori Itáliában, amelyet az i. e. 6. századtól az i. e. 3. század elejéig a szamniszok (szabellek) törzsei ellenőriztek.
Samniumot északról Latium, délről Lucania, nyugatról Campania, keletről pedig Apulia határolta. Fontosabb városai voltak: Bovaiamom, amelyet később a latinok Bovianum névre kereszteltek át (ma: Bojano) és Maleventum (oszkánul Maloenton), amely a rómaiaktól később a Beneventum nevet kapta (ma: Benevento.)

## Lásd még
- Szamniszok
- Oszkok

## Külső hivatkozások
Szamnisz pénzérmék (angolul)